# Budokan: The Martial Spirit
Budokan: The Martial Spirit è un videogioco picchiaduro a incontri sportivo di arti marziali giapponesi, pubblicato originariamente nel 1989 da Electronic Arts per MS-DOS e convertito nel 1990-1991 per numerosi home computer (Amiga, Amstrad CPC, Commodore 64, MSX, ZX Spectrum) e per la console Sega Mega Drive. Le edizioni per computer a 8 bit sono di produzione spagnola e probabilmente, esclusa quella per C64, vennero pubblicate ufficialmente solo in Spagna dalla Dro Soft.
Budokan fu prevalentemente apprezzato dalla critica dei suoi tempi, almeno nelle versioni più conosciute (Amiga, C64, DOS, Mega Drive).
La versione Amiga emulata è uscita anche per BlackBerry (2013) e quella Mega Drive è inclusa nella raccolta EA Replay per PlayStation Portable.

## Modalità di gioco
Il gioco permette di cimentarsi, con mosse di tipo realistico, in quattro arti marziali: il karate, il kendō, il bōjutsu e il nunchaku. Ci si può esercitare nelle quattro discipline, con il personaggio da solo oppure contro un avversario selezionabile a tre livelli di abilità, oppure si può affrontare un unico torneo a discipline miste. Solo nelle versioni a 16 bit (Amiga, DOS, Mega Drive) c'è anche la possibilità di singoli incontri multigiocatore uno contro uno.
Gli allenamenti si svolgono nel dojo Tobiko-Ryu; in molte versioni (Amiga, C64, DOS, Mega Drive) si parte da una schermata del piazzale del dojo, dove si sceglie in quale padigione recarsi per accedere alle varie funzionalità. Il torneo si tiene all'interno del palazzetto Nippon Budokan.
L'azione è bidimensionale, con la tipica visuale di profilo dei due contendenti, che si spostano solo in orizzontale. Per ogni disciplina sono possibili oltre 30 mosse, una complessità molto elevata rispetto ai tipici picchiaduro per computer dell'epoca; come questi anche Budokan è basato su un solo pulsante o tasto di fuoco, ma per realizzare le mosse si possono utilizzare diverse combinazioni sequenziali di movimenti dei controlli, illustrate nel manuale.
Ogni contendente ha una barra dell'energia, che diminuisce con i colpi subiti e con la fatica e si rigenera con il tempo e con le parate riuscite. L'esaurimento dell'energia determina la sconfitta, inoltre un basso livello di energia limita la capacità di effettuare i colpi più veloci. Ogni contendente ha anche una barra del ki, che influenza il danno prodotto dai colpi inflitti all'avversario; il ki si consuma principalmente attaccando e si ricarica col passare del tempo quando si sta calmi.
Nel torneo il giocatore deve affrontare una serie di 12 avversari, presentati con schede descrittive. In ogni incontro i due contendenti possono battersi utilizzando ciascuno una diversa arte marziale. Il giocatore può scegliere di volta in volta quale delle quattro discipline utilizzare, ma ha un limite massimo di quattro volte per ciascuna disciplina, per cui diventa necessario saperne utilizzare più di una. Gli avversari hanno aspetto differente sul campo e utilizzano ciascuno una disciplina fissa, tra cui anche alcune non disponibili al giocatore, ad esempio tonfa o kusarigama. Si dispone di tre tentativi per cercare di battere ciascun avversario e passare al successivo, in caso di fallimento si retrocede ad affrontare di nuovo l'avversario precedente.